# Gusztáv makacs
A Gusztáv makacs a Gusztáv című rajzfilmsorozat negyedik évadának huszonötödik epizódja. A rajzfilm 1976-ban készült.

## Rövid tartalom
Az utazás reggelén a sietve bekapkodott reggeli után Gusztáv válogatás nélkül hajigál mindent a bőröndjébe. Úgy telitömi, hogy aztán csak különös erőfeszítéssel, hosszas próbálkozások után sikerül lezárni. Utolsó percben érkezik a repülőtérre, a repülő már indulóban lenne, de a minden módon átkötött bőröndöt a vámosok előtt újra nyitni-csukni kéne.

## Alkotók
- Rendezte: Jankovics Marcell, Maros Zoltán[1]
- Írta: Nepp József, Jankovics Marcell[1]
- Dramaturg: Lehel Judit
- Zenéjét szerezte: Deák Tamás
- Operatőr és kamera: Székely Ida
- Hangmérnök: Bársony Péter
- Vágó: Czipauer János
- Tervezte: Maros Zoltán
- Képterv: Herpai Zoltán
- Háttér: Szoboszlay Péter
- Rajzolták: Görgényi Erzsébet, Pichler Gábor
- Színes technika: Kun Irén
- Gyártásvezető: Marsovszky Emőke
- Produkció vezető: Imre István

A Magyar Televízió megbízásából a Pannónia Filmstúdió készítette.
A szakasz forrásai: